# فيليبي مارتينز
فيليبي مارتينز (بالبرتغالية: Felipe Martins‏) (12 نوفمبر 1990 بغوارولوس في البرازيل - ) هو لاعب كرة قدم برازيلي في مركز الهجوم.

## روابط خارجية
- فيليبي مارتينز على موقع قاعدة بيانات كرة القدم.إي يو (الإنجليزية)